# Reprezentacja Stanów Zjednoczonych w futbolu amerykańskim mężczyzn
Reprezentacja Stanów Zjednoczonych w futbolu amerykańskim – reprezentuje USA w rozgrywkach międzynarodowych w futbolu amerykańskim.
W reprezentacji mogą występować wyłącznie byli zawodnicy drużyn uniwersyteckich niegrający w żadnej z profesjonalnych lig w Ameryce Północnej. Za jej funkcjonowanie odpowiedzialny jest związek USA Football.

## Historia
Po raz pierwszy w rozgrywkach Mistrzostw świata w futbolu amerykańskim reprezentacja USA wzięła udział w 2007 roku. Stany Zjednoczone wygrały swój pierwszy mecz 77:0, pokonując reprezentację Korei Południowej w pierwszej rundzie turnieju. W drugiej rundzie drużyna USA pokonała Niemcy 33:7. W finale USA pokonały broniącą tytułu Japonię 23:20 dopiero po dwóch dogrywkach.

## Osiągnięcia na Mistrzostwach świata
- 1999 : nie uczestniczyła
- 2003 : nie uczestniczyła
- 2007 :    1. miejsce
- 2011 :    1. miejsce
- 2015 :    1. miejsce

## Osiągnięcia na World Games
- 2005 : nie uczestniczyła
- 2017 :  3. miejsce*

* Reprezentacja wystawiona przez związek U.S. Federation of American Football. Związek USA Football, został zawieszony przez IFAF.